# Byfield National Park
Byfield National Park är en park i Australien. Den ligger i kommunen Rockhampton och delstaten Queensland, omkring 560 kilometer nordväst om delstatshuvudstaden Brisbane. Byfield National Park ligger 85 meter över havet.
Trakten är glest befolkad.
Savannklimat råder i trakten. Genomsnittlig årsnederbörd är 1 309 millimeter. Den regnigaste månaden är mars, med i genomsnitt 283 mm nederbörd, och den torraste är augusti, med 19 mm nederbörd.